# آلان ريان (كاتب)
آلان ريان (بالإنجليزية: Alan Ryan)‏‏ (17 مايو 1943 - 3 يونيو 2011 ) روائي من الولايات المتحدة.